# دانيل كوفاتش (لاعب كرة قدم مواليد 1994)
دانيل كوفاتش (بالمجرية: Kovács Dániel) هو لاعب كرة قدم مجري في مركز حراسة المرمى، ولد في 16 يناير 1994 في جيولا في المجر. لعب مع زالايغيرزيغي تورنا إغيليت.

## وصلات خارجية
- دانيل كوفاتش (لاعب كرة قدم مواليد 1994) على موقع اتحاد المجر (الهنغارية)
- دانيل كوفاتش (لاعب كرة قدم مواليد 1994) على موقع قاعدة بيانات كرة القدم.إي يو (الإنجليزية)
- دانيل كوفاتش (لاعب كرة قدم مواليد 1994) على موقع Soccerway.com (الإنجليزية)
- دانيل كوفاتش (لاعب كرة قدم مواليد 1994) على موقع عالم كرة القدم.نت (الإنجليزية)

{{شريط تصفح تشكيلة فريق كرة قدم
|الاسم=
|اسم الفريق= نادي مول فيدي
|القائمة=
- 1 ناغي
- 3 بتروف
- 4 Csaba Spandler [الإنجليزية]‏ ()
- 5 Aleksandre Kalandadze [الإنجليزية]‏
- 7 Miličević
- 8 Bohdan Melnyk [الإنجليزية]‏
- 9 شابونييتش
- 10 كاستراتي
- 11 ستيفانيلي

{{لاعب تشكيلة فريق كرة قدم|الرقم=13|الاسم=كالمار
- 15 M. Kovács
- 16 Simut

{{لاعب تشكيلة فريق كرة قدم|الرقم=18|الاسم=B. Kovács
{{لاعب تشكيلة فريق كرة قدم|الرقم=19|الاسم=P. Kovács
- 21 هوستي

{{لاعب تشكيلة فريق كرة قدم|الرقم=23|الاسم=سابو
- 27 بيدي
- 28 Kristian Šekularac [الإنجليزية]‏
- 31 Nikola Serafimov [الإنجليزية]‏
- 53 Horváth
- 70 Filip Holender [الإنجليزية]‏
- 71 Tóth
- 74 Babos
- 77 كاتونا

{{لاعب تشكيلة فريق كرة قدم|الرقم=99|الاسم=Pető
{{لاعب تشكيلة فريق كرة قدم|الاسم=فارغا
{{لاعب تشكيلة فريق كرة قدم|الاسم=كوكسيس
- مدرب: Gábor Boér [الإنجليزية]‏